# Jiří Brabec (literární historik)
Jiří Brabec (* 28. října 1929 Kněževes) je český literární kritik a historik.

## Život
Po maturitě na tzv. dělnické přípravce absolvoval Filosofickou fakultu UK, obor čeština a historie. Roku 1955 nastoupil do Ústavu pro českou literaturu, kde pracoval až do roku 1971. Externě přednášel českou literaturu na PaedF a FFUK. Byl místopředsedou takzvaného Seifertova Svazu čs. spisovatelů (1969-70). Ze všech funkcí byl nucen z politických důvodů odejít. Zaměstnán byl jako biletář v Realistickém divadle a pak strážný v Loretě. Po podpisu Charty 77 se krátce živil jako noční hlídač a následně až do roku 1990 jako topič. Tehdy publikoval výlučně v exilových či samizdatových časopisech a nakladatelstvích. Spolupracoval na Slovníku českých spisovatelů. V druhé polovině osmdesátých let se podílel na neoficiální Večerní univerzitě.
V letech 1990–2002 přednášel na Filozofické fakultě UK českou literaturu 20. století. V současné době je vědeckým pracovníkem Masarykova ústavu AV ČR.
Soustřeďuje se na českou literaturu 19. a 20. století.
Osobnost Jiřího Brabce inspirovala několik generací teoretiků i spisovatelů. Brabec je zmíněn (někdy krypticky) v různých literárních dílech, jejichž tvůrci mají leckdy zcela rozdílná umělecká východiska, kupříkladu ve Vaculíkově Českém snáři, v Surovosti života a cynismu fantazie Vratislava Effenbergera, v Knize Kraft Martina C. Putny či v neposlední řadě v Jedné větě Jaromíra Typlta.
Jeho dcerou byla spisovatelka Zuzana Brabcová.

## Dílo
zlomkovitý výběr - chronologicky:
- Jak číst poezii, spolu s M. Červenkou, M. Grygarem, V. Karfíkovou, J. Opelíkem (který svazek redigoval) a Z. Pešatem. Praha : Československý spisovatel, 1963 (Klub přátel poezie. Výběrová řada, sv. 17), s.181-200; druhé, doplněné a přepracované vydání: Praha : Československý spisovatel, 1969, s.158-177.
- Poezie na předělu doby : vývojové tendence čes. poezie koncem let osmdesátých a na počátku let devadesátých 19. století. Praha : ČSAV, 1964. 213 s.
- Slovník českých spisovatelů. Pokus o rekonstrukci dějin české literatury 1948-78, spolu s Jiřím Grušou, Petrem Kabešem a Janem Lopatkou. Praha: samizdat, 1978; druhé, upravené vydání (s pozměněným podtitulem: Pokus o rekonstrukci dějin české literatury 1948-79) Praha: Edice Petlice 1980; třetí, tištěné a opět upravené vydání, mezi spoluautory se nově objevuje Igor Hájek: Toronto: Sixty-Eight Publishers, 1982. 538 s., další vydání pod názvem Slovník zakázaných autorů 1948-1980: Praha: SPN, 1991. 544 s.
- Dějiny české literatury IV. Literatura od konce 19. století do roku 1945, spolu s Přemyslem Blažíčkem, Františkem Buriánkem, Miroslavem Červenkou, Mojmírem Grygarem, Antonínem Jelínkem, Věrou Karfíkovou, Františkem Knoppem, Miroslavem Laiskem, Ludmilou Lantovou, Milanem Obstem, Jiřím Opelíkem, Zdeňkem Pešatem, Radko Pytlíkem, Evou Strohsovou, Břetislavem Štorkem, Zinou Trochovou a Janem Mukařovským coby hlavním redaktorem, Praha : Victoria publishing, 1995. 714 s. ISBN 80-85865-48-3
- Panství ideologie a moc literatury: studie, kritiky, portréty (1991-2008). Praha : Akropolis, 2009. 316 s. ISBN 978-80-87310-02-1
- Periodika a sborníky. Praha : Triáda, 2023. 366 s. ISBN 978-80-7474-434-1

Mimo vlastních knih vydal mnoho studií, prací a časopiseckých článků o české literatuře. Dále se podílel na vydání knih celé řady významných básníků, často jako editor (např. Jaroslav Seifert, František Hrubín, František Halas).
Jiřího Brabce kompletní bibliografie do roku 2019 byla zevrubně zpracována ve zvláštním vydání časopisu Slovo a Smysl (viz oddíl Literatura).